# Pretoro
Pretoro (Pretèure in dialetto locale) è un comune italiano di 862 abitanti della provincia di Chieti in Abruzzo. Fa parte della Comunità montana della Maielletta ed appartiene ai Borghi più belli d'Italia.
Ha impianti sciistici nel comprensorio di Passolanciano-Maielletta.

## Geografia fisica

### Territorio
Il centro storico si trova lungo una scarpata sul versante orientale della Maiella, in una zona franosa dove dagli anni '60 è stata aperta una cava di pietra. Pretoro ha la forma di un borgo medievale triangolare che salendo verso la cima si restringe, essendosi formato a sud a grappolo, dall'antico castello. Sulla piana ai piedi del centro storico si sviluppa la zona moderna, essendo più accessibile. Il territorio cambia salendo da destra verso il comprensorio della Maielletta - Passo Lanciano, diventando più impervio e nevoso. A ovest Pretoro confina con Rapino, a sud con Fara Filiorum Petri e all'estremo est con Roccamontepiano.

### Clima
Il clima di Pretoro è fortemente influenzato dal massiccio montuoso della Maiella, per cui l'effetto mitigatore del mare è assai scarso: le precipitazioni sono decisamente abbondanti, superano i 1000 mm, e sono concentrate in primavera, autunno e in inverno in forma prevalentemente nevosa, tant'è che molto spesso la neve tende ad arrestarsi proprio all'altezza del paese, per poi trasformarsi in pioggia più a valle. Le temperature si aggirano tra i 4-5 °C di gennaio e i 21-22 °C di luglio, per una media annuale di 12-13 °C.

## Storia

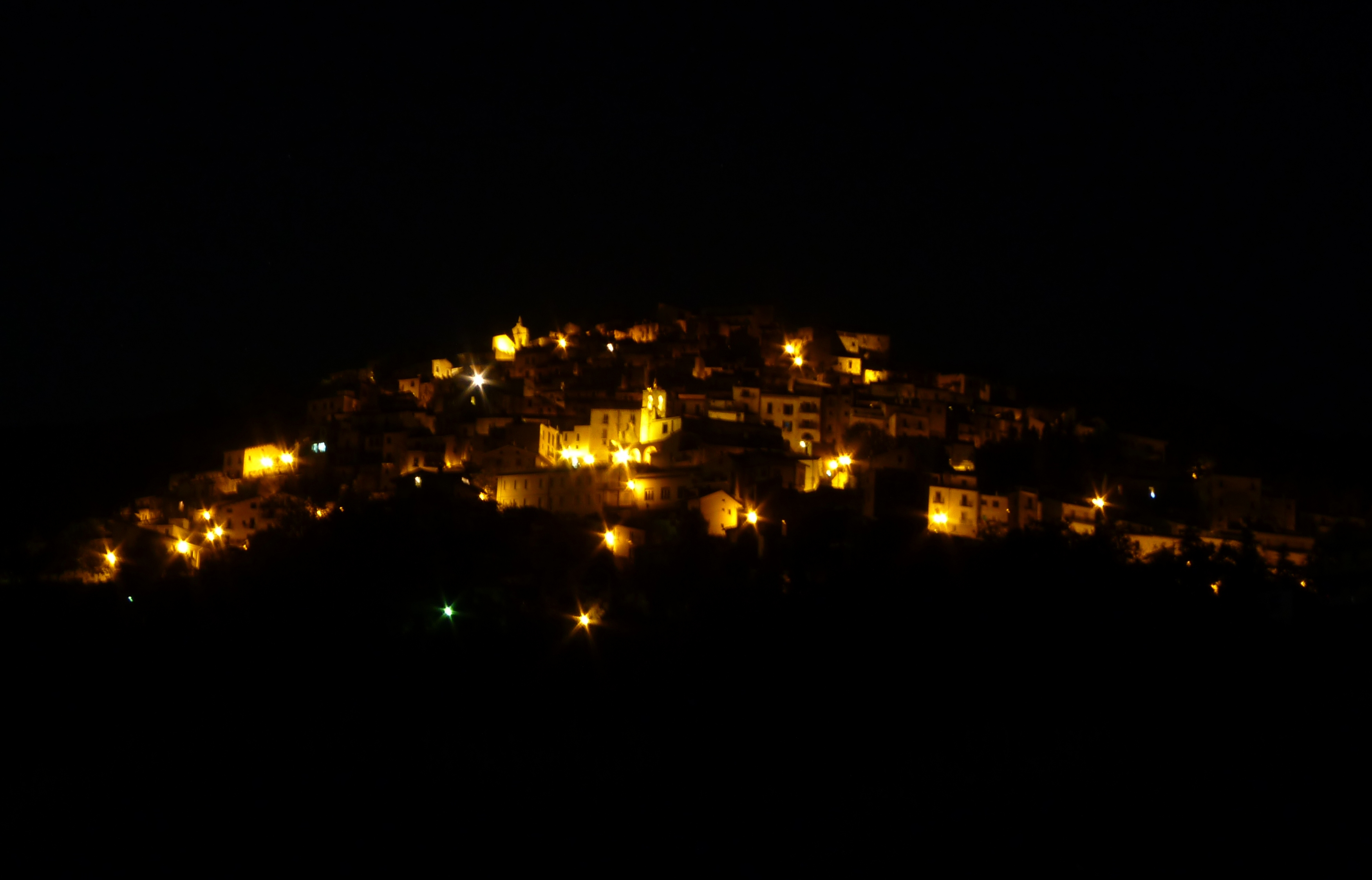
Veduta di Pretoro di notte

Nelle vicinanze vi sono degli scavi archeologici preistorici, che dimostrano l'antichità del paese. Le origini del paese di Pretoro possono essere fatte risalire al periodo italico (VI-V secolo a.C.). Per quanto concerne la toponomastica, il nome "Pretoro" o "Preturo" deriverebbe dal nome "Praetorium" e caratterizzerebbe un punto di vigilanza del passaggio dalla vallata nella quale si avevano insediamenti della gente Peligna (sull'altro versante della Maiella) all'area in cui avevano la loro sede i Marrucini ed i Frentani. 
Un'altra plausibile origine sarebbe dal termine "preta", che in dialetto abruzzese indica le pietre e, per estensione, i luoghi in cui esse abbondano, tra i quali vi è pure la stessa area di Pretoro.
L'attuale vecchio borgo medioevale è sorto intorno al 1600 dopo la distruzione del castello di Pretoro, arroccato sull'estremità della roccia e denominato "Castrum Pretorii de Theti", allora presidiato costantemente da uno scudiero e 12 servitori. Bisogna notare come, sempre in questo periodo, l'insediamento maggiore sia stato trasferito dalla valle a monte. Nel secondo medioevo si hanno anche tracce del passaggio dei Francesi: il Santuario della Mazza, da loro costruito e adornato da un portale del secolo XIII, ne è sicura testimonianza (la sua facciata è chiaramente rivolta a nord-ovest, cioè verso la Francia). Pretoro in quel periodo partecipò alle crociate (XII secolo) con alcuni suoi uomini.
L'attività artigianale dei Pretoresi era stata molto redditizia e costituiva la maggior fonte di ricchezza. Se andiamo ad analizzare la tipologia dell'economia pretorese tra la fine dell'Ottocento e gli inizi del Novecento, la dovremmo definire come prevalentemente "agricolo-pastorale", laddove l'agricoltura è essenzialmente basata sull'ulivo e la pastorizia è forte di ben diecimila capi di bestiame già nel primo dopoguerra. Soltanto dopo la fine della seconda guerra mondiale e la massiccia emigrazione Pretoro ha visto stravolta la sua economia e ha sperimentato una trasformazione dell'originario tessuto artigianale in industria.
È stato rinvenuto un documento molto importante nell'Archivio di Stato di Chieti. Si tratta di una piantina di Pretoro realizzata nel 1854, che riporta tutti gli edifici principali del centro storico. Sono indicate, tra le altre cose, le due chiese principali (Sant'Andrea e San Nicola) e le rovine dell'antico castello.

## Monumenti e luoghi d'interesse

### Architetture religiose

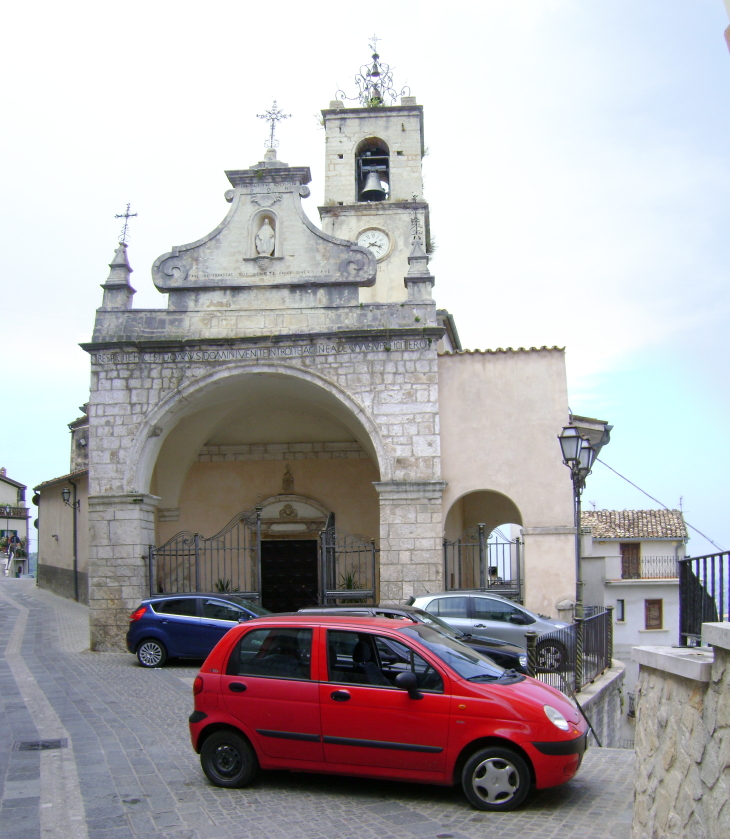
La chiesa di San Nicola

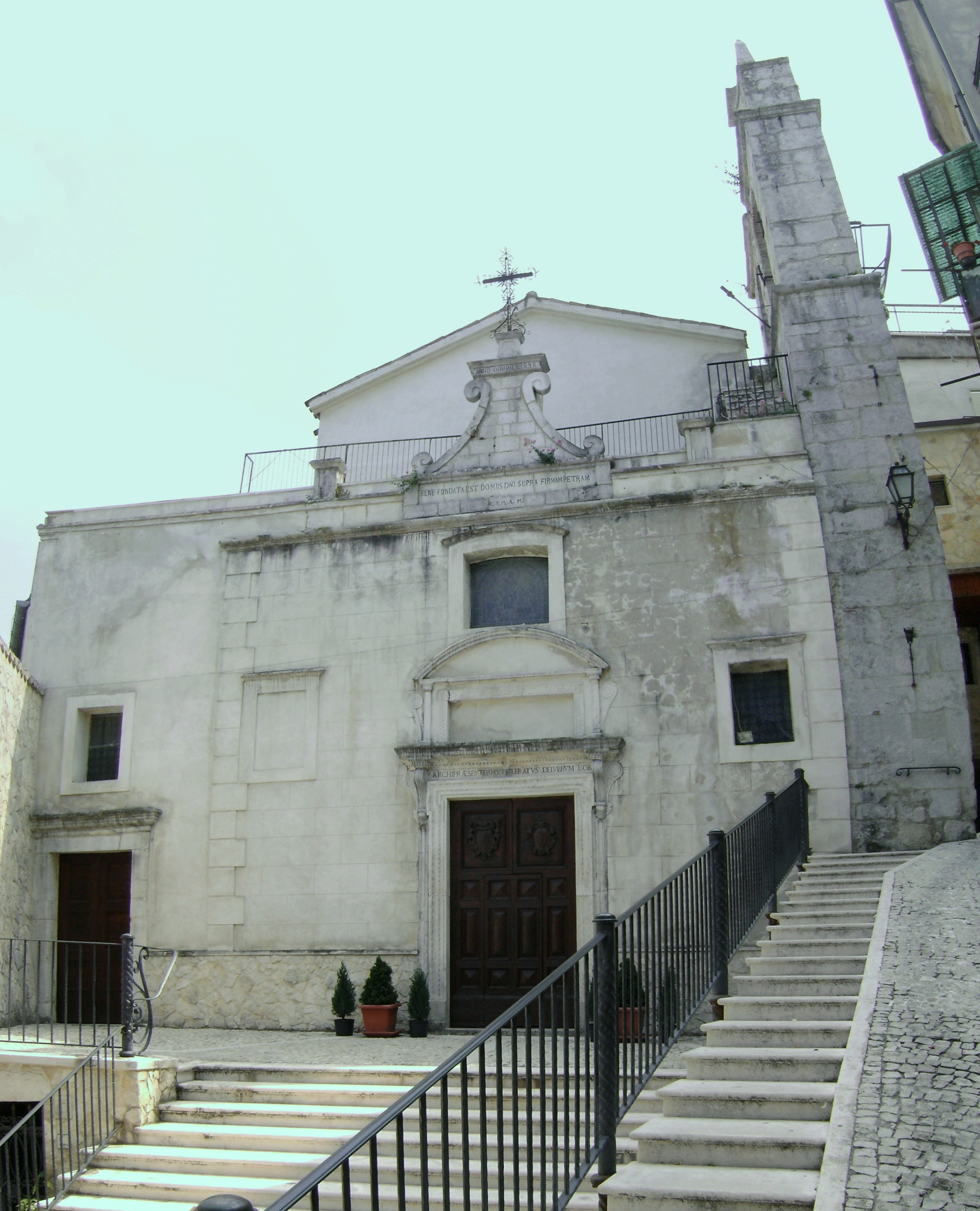
Chiesa di Sant'Andrea

- La Chiesa di Sant'Andrea Apostolo risale al XV-XVI secolo. È la chiesa principale del paese ed è posta sulla parte più alta di esso. L'interno è a due navate a pianta irregolare, visto che il pavimento è adattato alla roccia. Lo stile è neoclassico con influssi barocchi.[5]
- La Chiesa di San Nicola. L'impianto originario è romanico, mentre l'attuale risale al XVI-XVII secolo epoca in cui l'edificio viene ricostruito completamente come testimoniano le due monofore sul lato che dà a valle. La chiesa è culto di San Domenico, santo per cui vengono celebrate le rievocazione de "Lu Lope" e dei serpari. All'interno si trovano una pietà in terracotta policroma del XVII secolo ed un portale ligneo del 1630.[6]

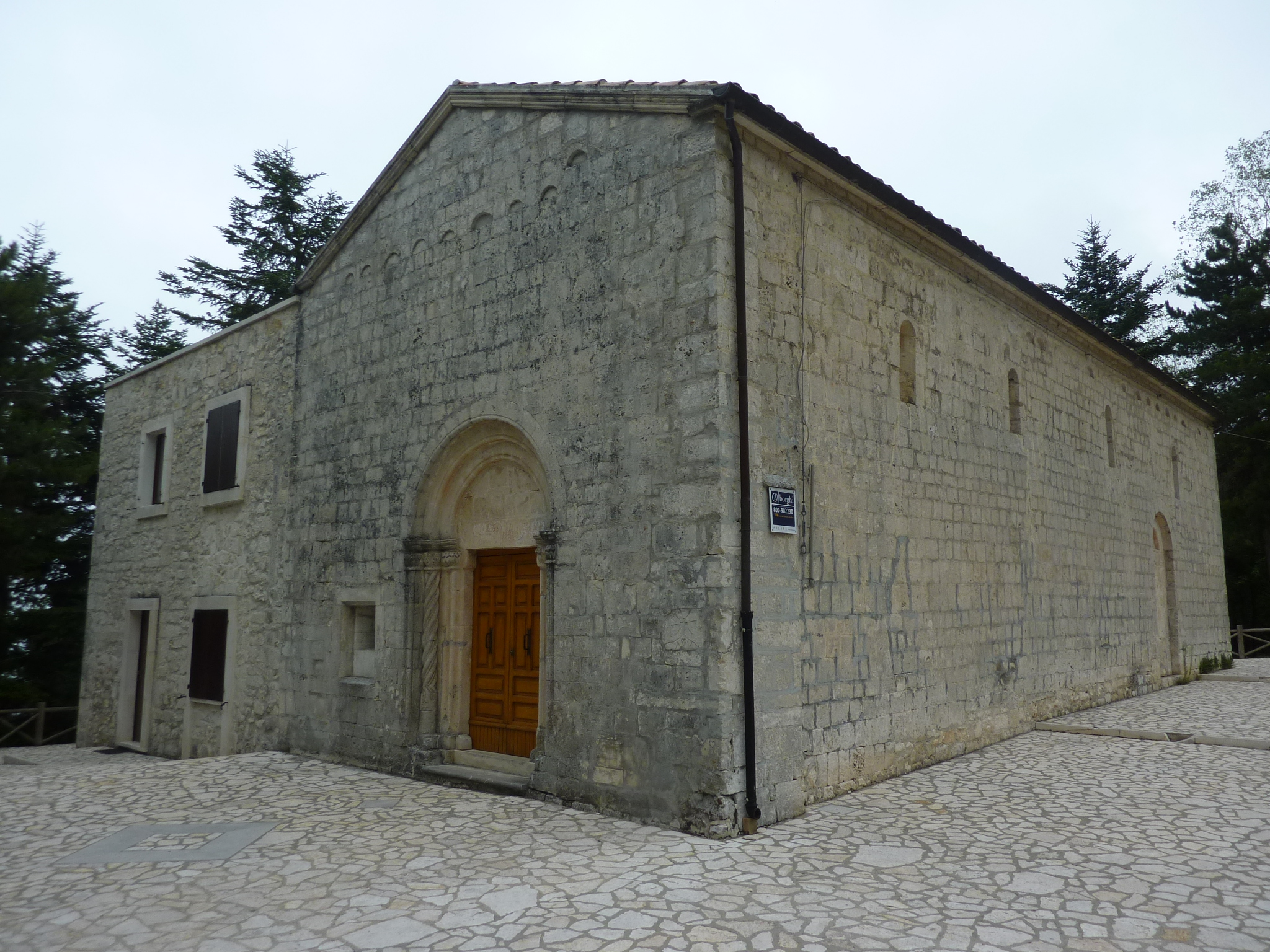
Chiesa della Madonna della Mazza

- La Chiesa della Madonna della Mazza. Risale al XIII-XIV secolo. in alcune mappe arcaiche viene citata come "Santa Maria del Monte". Trattasi di un eremo fondato dai monaci benedettini cistercensi ed era dipendenza del monastero di Santa Maria Arabona sito presso Manoppello Stazione. L'immagine della madonna in trono con bambino risale al XV secolo. Il nome di Madonna della Mazza è dovuto al fatto che è raffigurata con uno scettro (chiamato volgarmente mazza). La chiesa è meta di turisti la prima domenica di luglio.[7] Le prime notizie che si hanno sull'edificio sono per le decime ecclesiastiche del biennio 1324-25 durante il periodo cistercense. Un altro documento anticipa al XIII secolo la costruzione della chiesa, fatto comprovato dalla vita religiosa sita ai piedi della Maiella nello stesso secolo. La chiesa con l'annesso romitorio hanno conosciuto vari periodi di abbandono e, nell'838 erano completamente in rovina, ma già nel 1843 erano restaurati e riaperti ai fedeli. L'interno è ad un'unica navata, di cui l'archivolto è andato irrimediabilmente smarrito. Un ingresso secondario murato è posto sul lato a monte, mentre nel lato a valle vi era un grande arco che immetteva forse in un'appendice laterale probabilmente utilizzata a scopo abitativo. Il romitorio è a due livelli con accesso su di un lato dell'edificio stesso, ed è stato recentemente restaurato. Delle leggende narrano dell'immagine della Madonna della Mazza ritrovata nei pressi di un albero, ma riportata in paese venne poi nuovamente ritrovata sul luogo di partenza; un'altra testimonianza narra di una nevicata durante un 2 luglio, fenomeno che impedì la processione, ma la Madonna ritornò da sola sui monti lasciando delle impronte sulla neve.[8]

### Siti archeologici

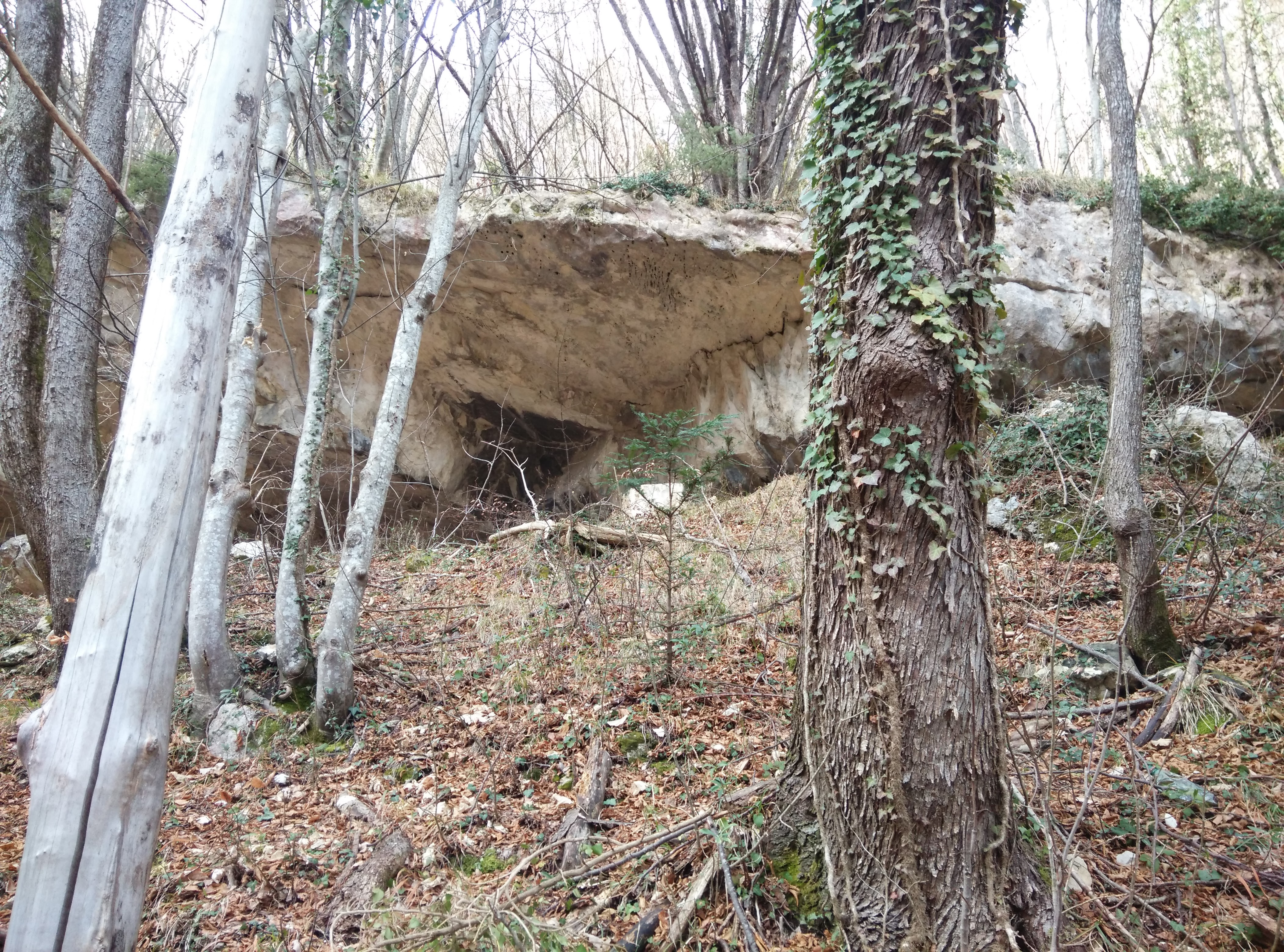
Grotta dell'Eremita

- La grotta dell'Eremita. La grotta è sita ad 8 km da Pretoro a 900 m s.l.m.. L'eremo risulta citato in un documento del 1581, nel quale viene citata una "Ecclesiam Sancti Angeli" presso la chiesa di Santa Maria del Monte (o della Mazza). Data l'esistenza di una sorgente ed uno stillicidio d'acqua all'interno, la grotta era fenomeno di culto di San Michele Arcangelo. Delle indagini archeologiche all'interno hanno riportato utensili in selce, reperti ceramici dell'età del Bronzo. Sull'ingresso vi sono alcune prove dell'esistenza di eremiti nella grotta, la volta è stata scalpellata per potervi porre gli intonaci, mentre sotto vi sono dei resti di fondamenta dell'eremitaggio, mentre dei resti di letame e di chiusura parziale dell'accesso provano che la grotta è stata usata dai pastori come ricovero delle greggi. La grotta è fonte di leggende sugli eremiti, le quali narrano che l'acqua del Foro si separava per far passare l'eremita. La grotta, inoltre fu abitata da sfollati di Pretoro durante la seconda guerra mondiale[9].
- Il territorio comunale è interessato dagli scavi archeologici della necropoli del Crocifisso.

### Aree naturali e sciistiche
- Riserva regionale Valle del Foro
- L'Area faunistica del Lupo Appenninico. Il parco è nato dal Piano di Assetto Naturalistico della Riserva regionale guidata del Foro su citata nel 1999, quando due anni prima la riserva del Foro stessa era nata come tutela del territorio. Difatti, nel 1999 con la realizzazione del Parco nazionale della Maiella tutte le aree protette che erano finite al suo interno venivano assimilate al nascente parco nazionale. L'area faunistica è posta tra le località "Calvario" e cava "Falselongo".[10]

#### Passolanciano-Maielletta e Blockhaus
Pretoro è molto apprezzato come località sciistica. Gli impianti di Passolanciano e della Majelletta. Gli impianti di Passolanciano partono da 1305 metri dispongono di sciovia e di una seggiovia aperta anche in estate che arriva fino a quota 1620m,  8 Km di piste di sci alpino e 7 Km di sci nordico. A circa 5 Km di distanza da Passolanciano, si trova la Majelletta che dai 1600 metri della base delle sciovie arriva fino a quota 2000, con sei sciovie per un totale di 10 Km di piste di sci alpino e 8 Km di sci nordico.

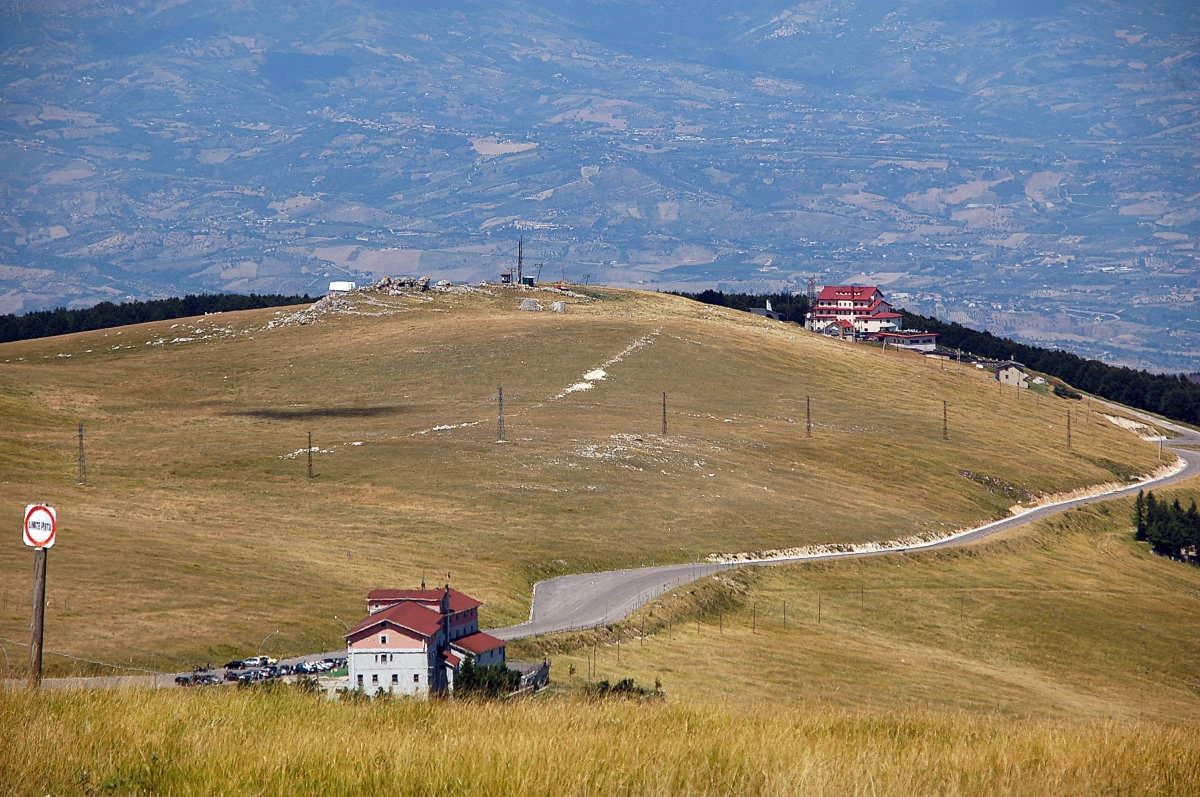
Cima Mamma Rosa d'estate

Passolanciano-Maieletta (dalla vecchia via usata dai pastori per la città commerciale di Lanciano) e cima Blockhaus, si trovano rispettivamente a 14 e 18 km da Pretoro e sono situate al confine con il territorio del comune di Roccamontepiano.
La fondazione Blockhaus è attiva dal 1988 e offre servizi turistici e corsi di sci per le varie piste da sci innevate da affrontare.
Il percorso sciistico si divide in "Blockhaus" ossia la "Majelletta", che si trova dai 1650 metri circa di Mammarosa fino ad oltre i 2000 metri. La montagna è provvista di hotel, rifugi (il più alto è Rifugio Pomilio), ristoranti e palestre per il noleggio e la preparazione allo sci.

## Società

### Evoluzione demografica
Abitanti censiti

## Cultura

### Istruzione

#### Musei
Il Centro museale san Domenico è stato istituito con la deliberazione del comune di Pretoro n. 34 del 12/02/96. Il museo ha lo scopo di divulgare gli aspetti culturali e naturali su lupi, serpenti e la storia di Pretoro. Il museo è sito in un locale anticamente adibito ad officina di fabbro che, per l'apertura del museo, è stato restaurato.

### Cucina
- Primi piatti: P'ttlolozz'  sorta di rombi di pasta fatta con farina ed acqua, la pasta viene cotta al sugo; "Pasta alla chitarra" abruzzese, viene realizzata mediante uno strumento apposito detto chitarra.[13]
- Secondi piatti: agnello alla brace cotto con legna mista di abete, faggio, carpino e ginepro; "coratella" e "turcinelli" realizzati con budella di maiale e ripieni con animelle e peperoncino.[13]
- Verdure e pane: "ciabbotta" misto di verdure da porre su fette di pane casareccio; "pizz' e foij" stufato di verdure con sarda affumicata e “pizze de randinije” (focaccia di farina di mais) sbriciolata; "pizza scim" pane bianco non lievitato e sciapo.[13]

## Amministrazione
| Periodo        | Periodo        | Primo cittadino          | Partito                                                     | Carica  | Note          |
| -------------- | -------------- | ------------------------ | ----------------------------------------------------------- | ------- | ------------- |
| 23 aprile 1995 | 13 giugno 2004 | Nicola D'Innocenzo       | Lista Civica di Centro (1995-1999) Lista Civica (1999-2004) | Sindaco | [ 14 ] [ 15 ] |
| 14 giugno 2004 | 25 maggio 2014 | Antonio Borgonsoli       | Lista Civica Pretoro insieme                                | Sindaco | [ 16 ] [ 17 ] |
| 26 maggio 2014 | 25 maggio 2019 | Sabrina Simone           | Lista Civica ViviAmo Pretoro                                | Sindaco | [ 18 ]        |
| 26 maggio 2019 | in carica      | Diego Valerio Giangiulli | Lista Civica Pretoro in comune                              | Sindaco | [ 1 ]         |